# Ligne de tramway 90 (SNCV Groupe de Charleroi)
Pour les articles homonymes, voir Ligne 88, Ligne 89, Ligne 90 et Ligne 93.
La ligne 90 est une ancienne ligne du tramway vicinal de Charleroi de la Société nationale des chemins de fer vicinaux (SNCV) qui reliait Charleroi à Mons puis Charleroi à La Louvière entre le 15 février 1931 et le 29 août 1993. C'est la dernière ligne de tramway vicinal du Hainaut à avoir circulé.

## Histoire

### La ligne Charleroi - Mons
La ligne Charleroi - Mons est mise en service le 15 février 1931 sous l'indice MC, sa mise en service intervient à la suite de la création d'un tronçon entre Bray et Binche qui permet de prolonger la ligne C Mons - Bray vers Binche et Charleroi.

### Création du groupe du Hainaut
En 1936, la SNCV crée le groupe du Hainaut pour regrouper sous une même entité administrative les réseaux du Centre, de Charleroi, de Mons et de Tournai. Elle réorganise la numérotation des lignes 1 à 29 pour Mons, 30 à 40 pour le Centre et 41 à 99 pour Charleroi. La ligne MC se voit attribuer l'indice 90[réf. souhaitée]. Le service est également renforcé à partir de 1953 par un service partiel entre Charleroi et Binche sous l'indice 89, dont le terminus binchois à la gare est commun avec la ligne 36.

### Abandon de la section Binche - Mons
Le 2 juin 1973, la section Binche - Mons est supprimée et remplacée par un service routier, la ligne 2 Mons - Wasmes également supprimée le même jour, plus aucune ligne de tramway vicinal ne circule sur Mons. Une nouvelle ligne sous l'indice 90 est créée à partir du 3 juin 1973 entre Charleroi et La Louvière en reprenant la section Charleroi - Binche de l'ancienne ligne 90 fusionnée avec la ligne 36 Binche - La Louvière. Le service partiel 93 (ex. 89) est maintenu, son terminus de la gare de Binche est supprimé et reporté à Binche Postes.

### La modernisation des années 1980
Entre 1980 et 1982, la ligne 90 entre Anderlues et La Louvière est entièrement rénovée. Les voies, l'équipement électrique (ligne aérienne, sous-stations) sont entièrement remplacés sans changement majeurs cependant dans la disposition des voies. La suspension par ligne aérienne de contact de l'ex. ligne 36 entre Binche et La Louvière est remplacée sur les tronçons en site propre et en accotement par une suspension par caténaire. En 1982 la réalisation de ces travaux permet de mettre en service les nouvelles motrices articulées BN LRV série 6100.

### Le métro léger de Charleroi
Suivant les plans établis pour le réseau de Charleroi dans les années 1960, la ligne vers Fontaine-l'Évêque doit être convertie progressivement en métro léger par la construction d'emprises en site séparé et site propre intégral en remplacement des anciens tracés en chaussée. La première section qu'emprunte la ligne 90 est mise en service 21 juin 1982 entre les stations Morgnies et Paradis. Les différentes sections du métro léger sont par la suite progressivement mises en service, la ligne alternant au cours de cette période entre l'itinéraire classique en chaussée sur la route de Mons et les sections du métro léger nouvellement construites grâce à des voies provisoires. Le 22 août 1992 avec la mise en service de la section Providence - Moulin, la mise en site propre est achevée, la ligne n'emprunte plus que les emprises du métro léger entre Charleroi et Fontaine-l'Évêque.

### Suppression
La ligne 90 est supprimée le 29 août 1993. L'exploitation est alors assurée à partir du lundi 30 août 1993 par autobus sur le territoire du TEC Hainaut entre Anderlues et La Louvière. Les tramways modernes, circulant sur voie neuve, sont remplacés en partie par d'antiques autobus (1977) achetés en seconde main en Flandre. Cependant le TEC Hainaut a reçu lors de la fermeture de la ligne 90 de nouveaux autobus Van Hool A500 pour exploiter la ligne. La section Charleroi - Anderlues reste exploitée par l'ancien service partiel 89 de la ligne, la section sur la chaussée de Charleroi étant cependant abandonnée et la ligne déviée par la Jonction.

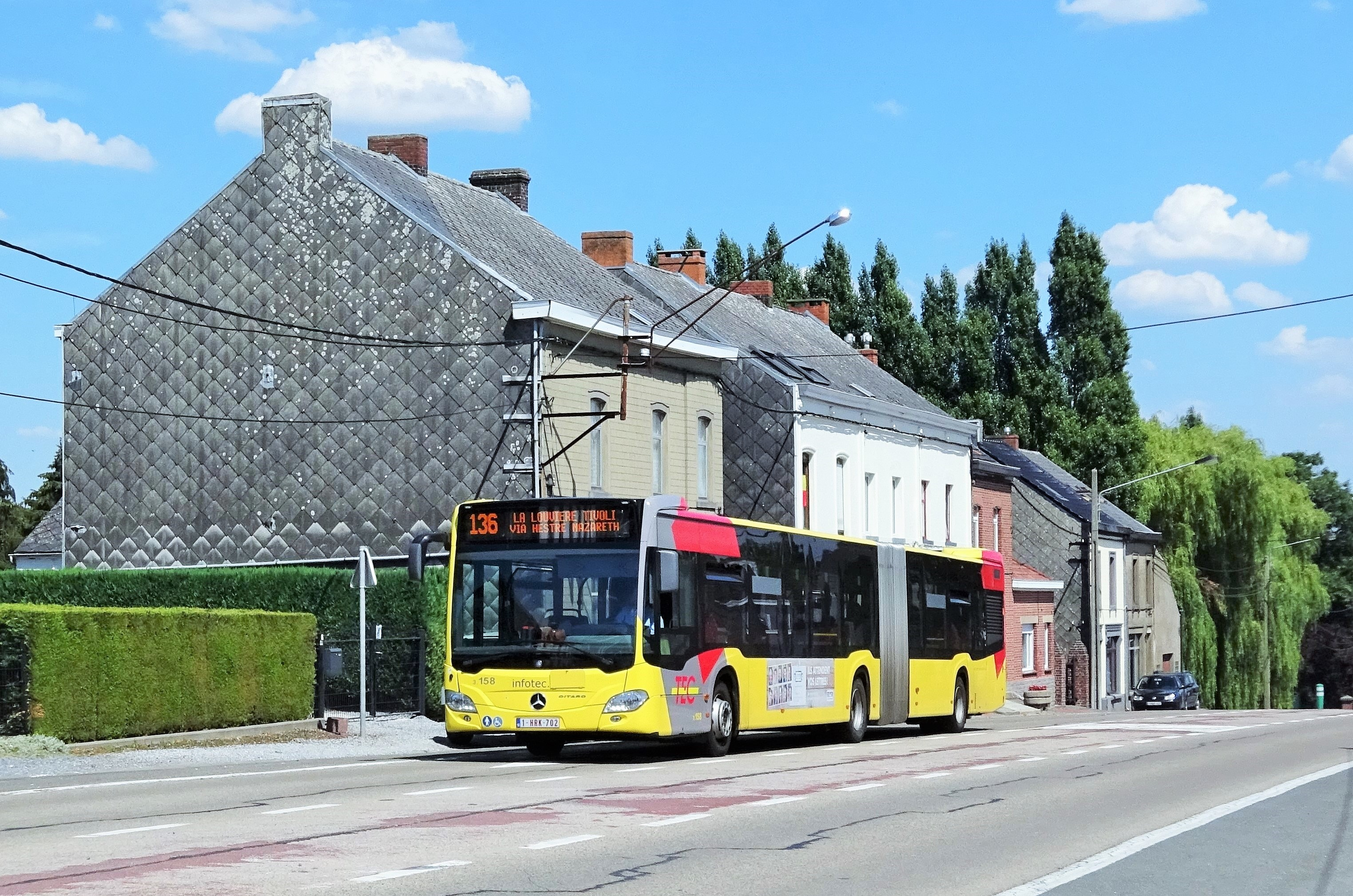
15 juillet 2018 Autobus Mercedes-Benz Citaro G C2 (série 3151-3161) sur la ligne 136 remplaçant la ligne 90 entre Anderlues et La Louvière.

## Infrastructure

### Voies et tracé
La voie à l'écartement métrique est établie tantôt en voie double tantôt en voie unique, en site banal ou en accotement, des évitements étant aménagés sur les sections en voie unique pour permettre les croisements. La ligne est par ailleurs établie exclusivement en voie double et site banal sur la route de Mons entre Charleroi et Marchienne-au-Pont. Elle possède également différentes sections en site propre auxquelles vont venir s'ajouter celles de la ligne 36 fusionnée en 1973 :
- À Anderlues, entre la chaussée de Charleroi et la chaussée de Thuin (pour les services 89).
- À Anderlues, après le carrefour du Monument[note 3] et la chaussée de Mons.
- À Leval-Trahegnies, un court site propre entre la route de Charleroi et l'arrêt Béguinage.
- À Leval-Trahegnies et Ressaix, entre les arrêts Leval-Trahegnies Voie Madeleine et Ressaix Charbonnage.
- À Binche et Péronnes, entre la rue du Cœur Dolent et l'arrêt de Péronnes Station (ex. ligne 36).
- À Péronnes et Trivières, entre la rue Alfonse Gravis et la rue Émile Latteur par le dépôt de Trivières (ex. ligne 36).
- À Saint-Vaast, entre les arrêts Caissier et Station (ex. ligne 36).
- À Saint-Vaast, entre la rue Omer Thiriar et l'arrêt Évitement (ex. ligne 36).

### Les voies sur Charleroi
Jusqu'au 28 mai 1983, la ligne 90 et le service partiel 89 ont leur terminus à l'Eden à Charleroi, ce terminus étant aménagé en boucle entre Charleroi Viaduc et l'Eden sur l'avenue des Alliés (aller), le boulevard Jacques Bertrand (terminus), la rue Turenne et l'avenue de l'Europe (retour), la ligne rejoignant ensuite la route de Mons vers Mons puis La Louvière après le 2 juin 1973. À partir de 1976, suivant les plans établis pour la conversion en métro léger, les voies en chaussée du tramway sur Charleroi sont progressivement supprimées et remplacées par des emprises en site séparé et site propre intégral. Le 21 juin 1982, la première section du métro léger empruntée par la ligne 90 et le service partiel 89 est mise en service entre les stations Paradis et Morgnies. L'année suivante, le 29 mai 1983, à la mise en service de la section Piges - Dampremy (M) et la station Beaux-Arts du métro léger, la ligne 90 et le service partiel 89 sont déviés par le métro léger, le terminus de la ligne 90 est reporté à Charleroi Sud tandis que le service partiel 89 a son terminus à la station Beaux-Arts, le terminus de l'Eden est par la même occasion abandonné par les autres lignes au cours de l'été 1983. Par la suite, le 30 août 1986, la section Fontaine - Pétria est mise en service et le 22 août 1992 la section Providence - Moulin est mise en service, la ligne n'empruntant plus à cette date que le métro léger entre Charleroi et la station Pétria à Fontaine-l'Évêque.
| Chronologie des travaux du métro léger sur l'antenne de Fontaine-l'Évêque | Chronologie des travaux du métro léger sur l'antenne de Fontaine-l'Évêque | Chronologie des travaux du métro léger sur l'antenne de Fontaine-l'Évêque               |
| Date                                                                      | Section                                                                   | Stations mises en service                                                               |
| ------------------------------------------------------------------------- | ------------------------------------------------------------------------- | --------------------------------------------------------------------------------------- |
| 21 juin 1982                                                              | Morgnies - Paradis                                                        | Goutroux Morgnies, Leernes (M), Fontaine-l'Évêque Paradis                               |
| 29 mai 1983                                                               | - Piges - Dampremy (M) - station Beaux-Arts                               | Charleroi Beaux-Arts, Dampremy (M)                                                      |
| 30 août 1986                                                              | Fontaine - Pétria                                                         | Fontaine-l'Évêque Fontaine, Fontaine-l'Évêque Pétria                                    |
| 22 août 1992                                                              | Providence - Moulin                                                       | Marchienne-au-Pont Providence, Marchienne-au-Pont De Cartier, Monceau-sur-Sambre Moulin |

Plan des sections du métro léger sur l'antenne d'Anderlues
21 juin 1982 section Morgnies - Paradis
29 mai 1983 section Piges - Dampremy et station Beaux-Arts
30 août 1986 section Fontaine - Pétria

### Alimentation électrique
L'alimentation électrique est assurée au moyen d'un pantographe et ligne aérienne de contact (LAC) ou caténaire alimentée en 600 volts courant continu. Sur la ligne Charleroi - Mons, la ligne alterne entre ligne aérienne de contact et suspension par caténaire tandis que la ligne 36 entre Binche et La Louvière est à l'origine uniquement équipée de lignes aériennes de contact en ville comme sur les nombreux tronçons en sites propres qui jalonnent la ligne. Néanmoins, lors de la rénovation de la ligne entre 1980 et 1982 la ligne aérienne de contact entre Binche et La Louvière est remplacée par une suspension par caténaire.

### Conduite et signalisation
La ligne comme les autres lignes de tramway vicinal de la SNCV est exploitée sous le principe de la conduite à vue. Les sections en voie unique sont cependant équipées de la signalisation lumineuse pour voie unique système ayant majoritairement remplacé le bâton pilote sur les sections en voie unique lors de leur électrification. Ce système de signalisation d'occupation permet d'empêcher à 2 tramways de se retrouver sur une même section en voie unique.

Principe de fonctionnement de la signalisation lumineuse pour voie unique.

Par ailleurs, avec la mise en service du métro léger, les tramways sont soumis sur ces sections à une conduite avec cantonnement et dispositif d'arrêt automatique des trains (DAAT) pour le contrôle de franchissement des signaux et le respect des vitesses autorisées. De ce fait, seules les motrices type S modifiées SM et SJ peuvent continuer à circuler sur les nouvelles emprises du métro léger avec les nouvelles motrices BN LRV (série 6100).

## Exploitation

### Horaires
Tableaux : 443, , numéro partagé avec la ligne 9 du réseau du Centre ; 398-443 (1933) ; 876 (1958).

## Matériel roulant
Au cours de son exploitation, la ligne et ses services annexes emploient différents types de matériel.

### Type Standard
À la mise en service de la ligne MC le 15 février 1931, celle-ci est exploitée à l'aide de motrices à bogies Standard alors en cours de mise en service par la SNCV sur ses lignes électrifiées. Ces motrices circulent également en rame homogène motrice et remorque de type Standard.

### Type S
Entre 1953 et 1959, la SNCV met en service les nouvelles motrices à bogies de type S. Ces motrices construites pour la plupart sur base des Standard les remplacent progressivement sur la ligne au cours des années 1950. Un groupe de motrices est modernisé en 1976 pour circuler sur le métro léger tout juste mis en service formant le type SM (S Métro), les motrices sont équipées de marchepieds et des équipements nécessaires pour circuler sur les sections en site propre intégral du métro léger. À nouveau fin des années 1970 début 1980 un groupe de motrices est totalement rénové par les ateliers de Jumet pour former le type SJ (S Jumet).

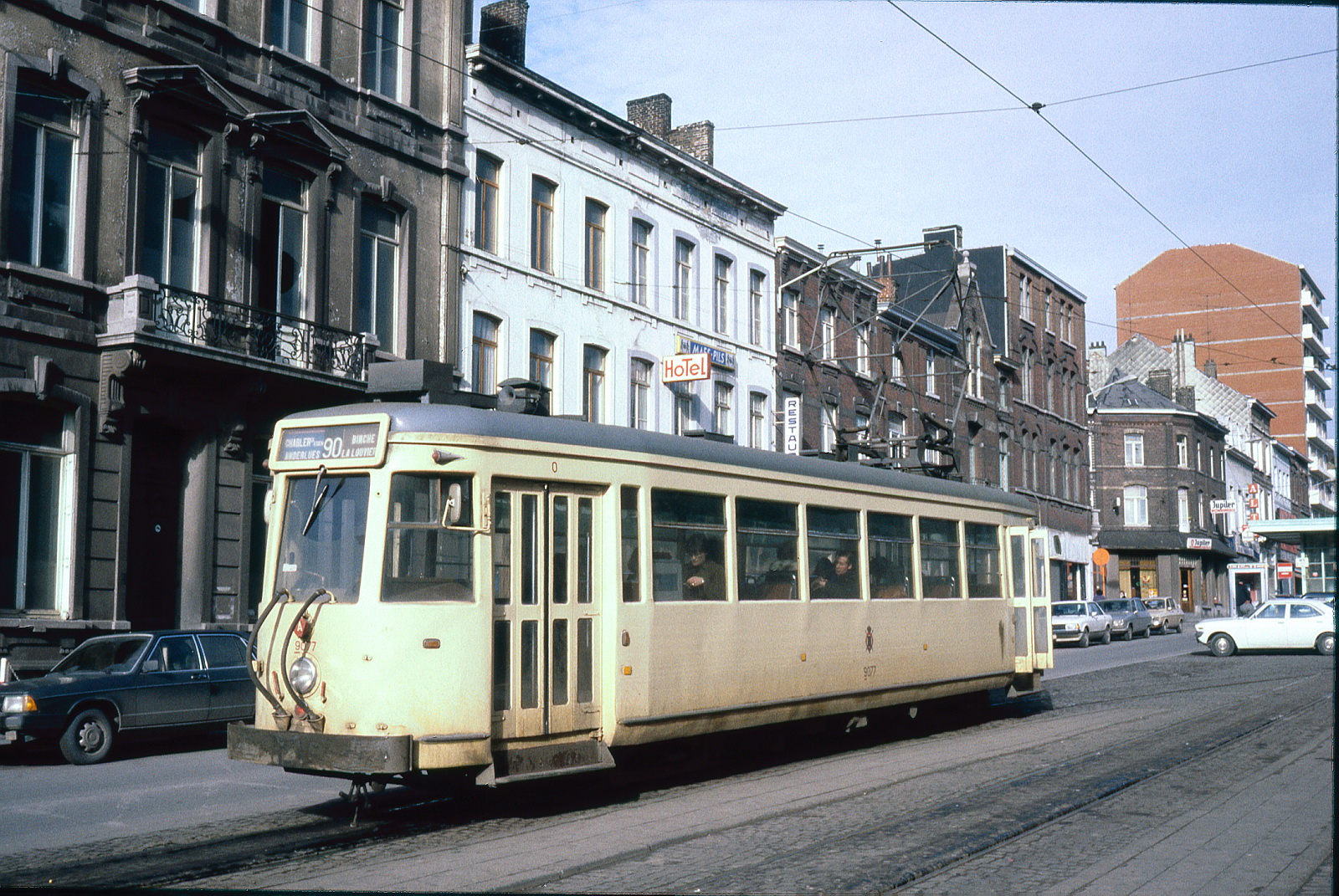
22 janvier 1980 Motrice type S sur la ligne 90 au terminus de Charleroi Eden.

### BN LRV
À la fin de la rénovation de la ligne 90 en 1982 qui a notamment permis d'adapter son gabarit pour les futures rames du métro léger, la ligne 90 et le service partiel 89 emploient les nouvelles motrices BN LRV (type 6100) qui constituent dès lors le principal matériel en service sur la ligne jusqu'à sa suppression.